# Парр, Мария
Мария Парр (норв. Maria Parr, род. 18 января 1981, Фискобюгд, коммуна Ванюльвен, Норвегия) — норвежская детская писательница.

## Биография
Мария Парр родилась в 1981 году. Окончила Бергенский университет со степенью магистра. Некоторое время работала учительницей в средней школе. С 2012 года занимается исключительно литературным творчеством.

## Творчество
Мария Парр дебютировала в 2005 году с книгой «Вафельное сердце» (с иллюстрациями Бу Гаустад). Это весёлая книга о приключениях 9-летнего мальчика Трилле (повествование ведётся от его лица) и его одноклассницы и соседки Лены, живущих в вымышленной бухте Щепки-Матильды. Лена выступает заводилой и генератором сумасшедших идей, чем-то напоминая линдгреновскую Пеппи Длинныйчулок, а Трилле ведёт себя более взвешенно, порой опасаясь последствий их поступков. Парочка постоянно влипает в разные ситуации — забавные, трогательные, а порой и опасные. Наблюдая за переживаниями взрослых, они учатся ценить дружбу и близких людей. Книга была весьма тепло встречена критиками, которые называли Парр «новой Астрид Линдгрен», получила несколько наград и номинировалась на премию Браги.
В 2009 году вышла вторая книга писательницы — «Тоня Глиммердал» (с иллюстрациями Осхильд Иргенс), удостоившаяся премии Браги в категории «детская литература». Как и Линдгрен в «Мы все из Бюллербю», Парр воспевает в своей книге романтику сельской жизни. Главная героиня — рыжеволосая Тоня, бесстрашная, находчивая и упрямая, но иногда страдающая от одиночества на затерянном хуторе, где почти не бывает других детей. Книга описывает преграды, возникающие между взрослыми и детьми, и описывает пути для их преодоления на примере примирения старого Гунвальда с его дочерью, с которой он не разговаривал много лет. Чтобы помочь ему, Тоня отваживается на многое… Мама девочки изучает тающие ледники и вынуждена надолго уезжать, оставляя воспитание дочери на отца. Парр приучает своих юных читателей к мысли о том, что спрятаться от проблем нельзя даже в глухих норвежских горах — нужно их решать.
Мария Парр пишет свои книги на новонорвежском языке. Общество поддержки и развития новонорвежского языка «Норегс Моллаг» (нюнорск Noregs Mållag) дважды присуждало ей премию «За детскую литературу на новонорвежском». Обе книги писательницы переведены на несколько языков, включая русский.

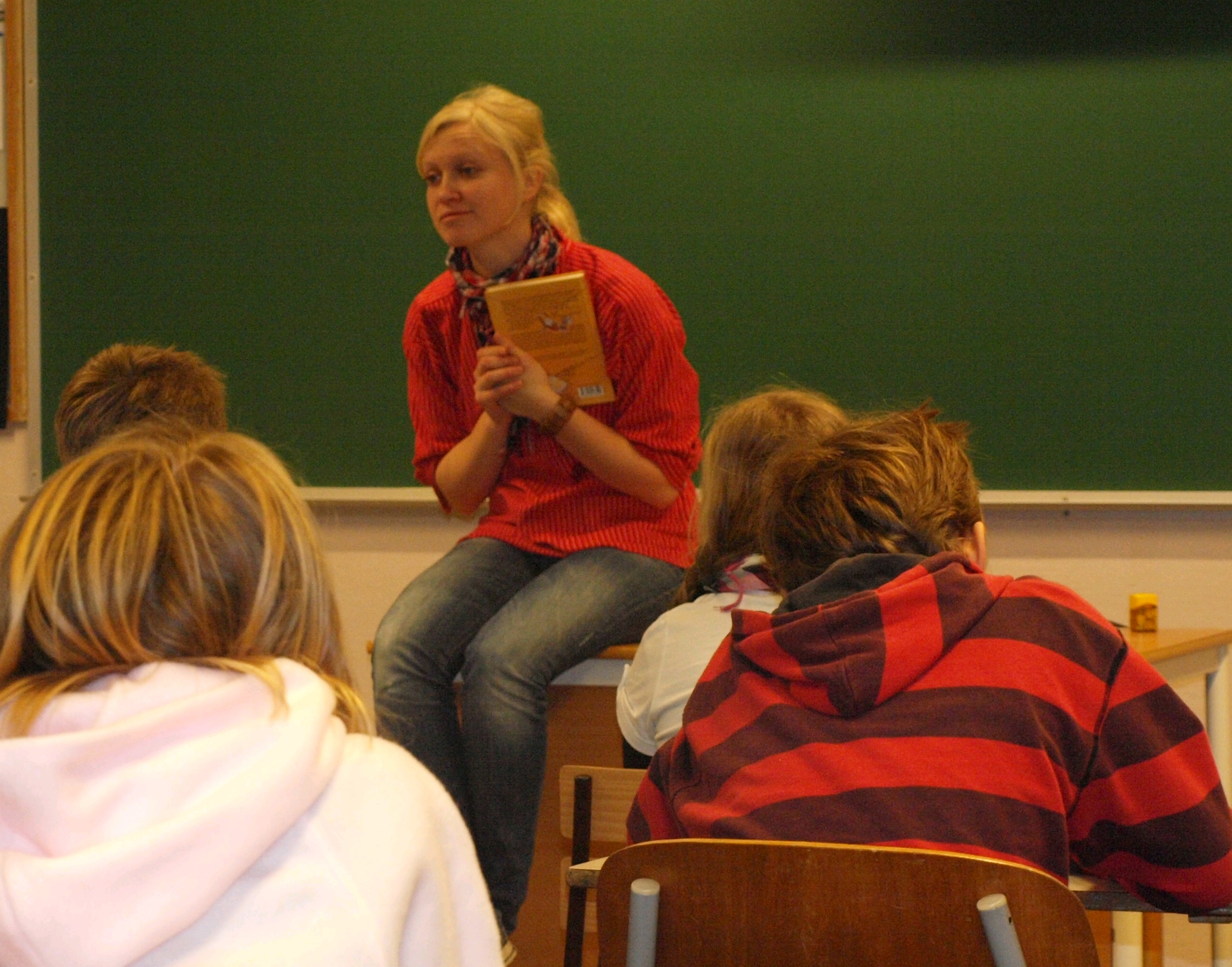
Мария Парр на встрече с читателями школьниками, 2009 год

## Парр и Россия
Среди российских читателей творчество Марии Парр пользуется заслуженной популярностью. Например, по результатам ежегодного читательского голосования «Книга года», проводимого ЦГДБ им. А. П. Гайдара, в 2010 году её книга «Тоня Глиммердал» заняла третье место в номинации «Лучшая книга для детей».
Мария Парр приезжала в Россию в декабре 2010 года, чтобы представить свою новую книгу «Тоня Глиммердал» на книжной ярмарке Non/fiction, проходившей в Центральном доме художника в Москве. Она провела программу «10 минут о ценностях» в детской зоне семинаров.
Перевод книг Марии Парр на русский язык выполнила известная переводчица Ольга Дробот. «Вафельное сердце» она отметила знаком «Любимая книга переводчика», разработанным ей специально для издательства «Самокат».
Спектакль по книге «Вафельное сердце» поставлен в 2017 году «Творческим объединением 9».

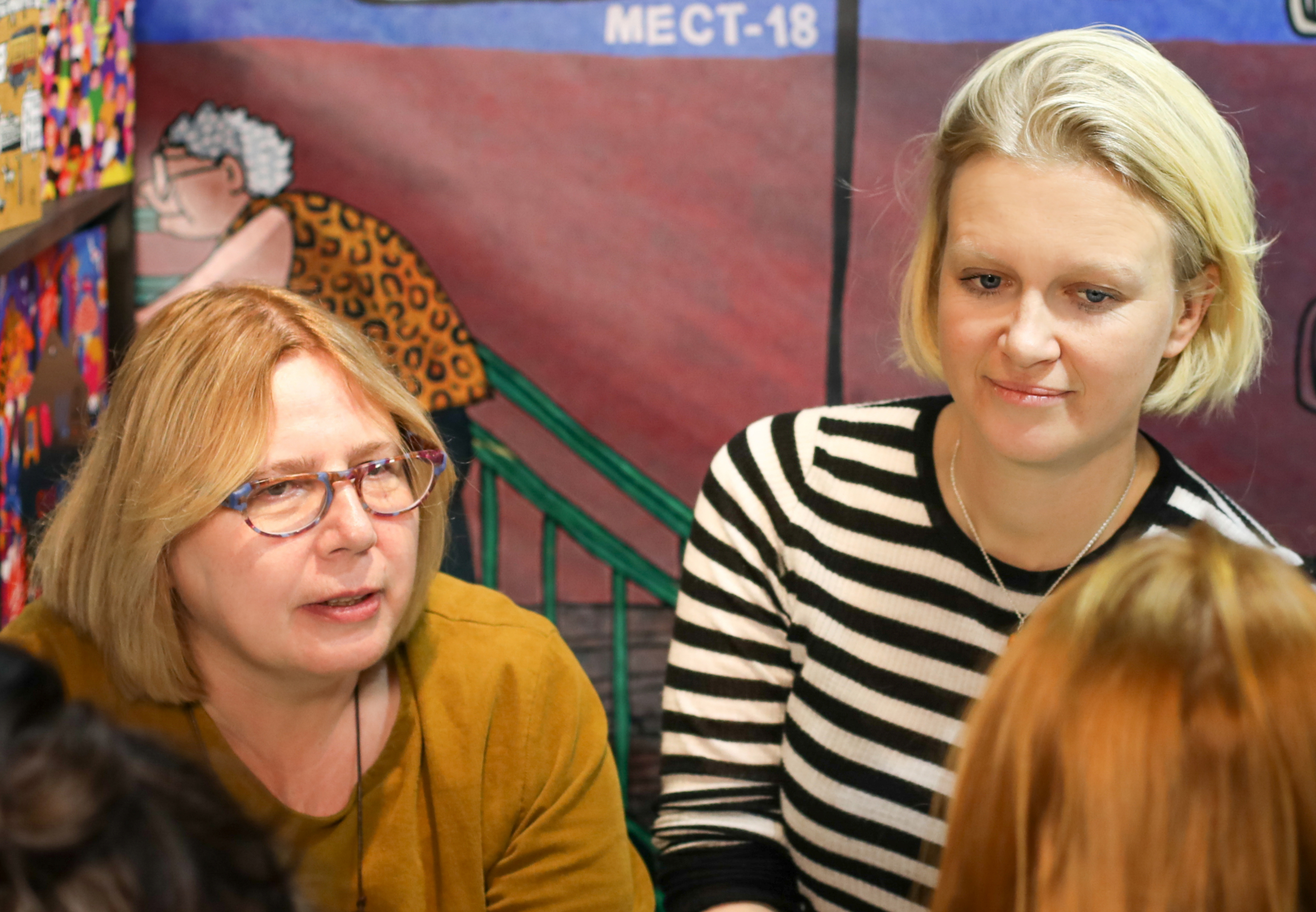
Ольга Дробот и Мария Парр на 21-й Международной ярмарке интеллектуальной литературы Non/fiction в Гостином дворе

## Издания на русском языке
- Мария Парр. Вратарь и море / ред. С. Кобринская, пер. с норвежского Ольги Дробот; ил. Ани Леоновой. — Москва: Самокат, 2019. — 296 с. — 15 000 экз. — ISBN 978-5-91759-706-5.
- Парр, М. Вафельное сердце / ред. С. Кобринская, пер. О. Дробот, илл. С. Касьян. — Москва: Самокат, 2010. — 208 с. — 5000 экз. — ISBN 978-5-917590-08-0.
- Парр, М. Вафельное сердце / ред. С. Кобринская, пер. О. Дробот, илл. С. Касьян. — Москва: Самокат, 2011. — 208 с. — 17 000 экз. — ISBN 978-5-91759-045-5.
- Парр, М. Тоня Глиммердал / пер. О. Дробот, илл. О. Бухарова. — Москва: Самокат, 2011. — 280 с. — 5000 экз. — ISBN 978-5-91759-035-6.

## Награды
- 2005: Премия «За детскую литературу на новонорвежском» за «Вафельное сердце».
- 2006: Премия фонда викария Альфреда Андерссона-Рюстса за «Вафельное сердце».
- 2009: Премия Уле Вига за «Вафельное сердце» и «Тоня Глиммердал».
- 2009: Премия Браги за «Тоня Глиммердал».
- 2009: Премия Тешьехьерринги.
- 2010: Литературная премия Ассоциации норвежских критиков «За лучшую книгу для детей и юношества» за «Тоня Глиммердал».
- 2010: Немецкая премия Luchs за «Тоня Глиммердал».